# Mason County (Michigan)
Mason County je okres na západě státu Michigan v USA. K roku 2010 zde žilo 28 705 obyvatel. Správním městem okresu je Ludington. Celková rozloha okresu činí 3 216 km².

## Sousední okresy
| Růžice kompasu |                      | Manistee County         |                | Růžice kompasu |
| Růžice kompasu | Manitowoc County, WI | Sever                   | Lake County    | Růžice kompasu |
| Růžice kompasu | Manitowoc County, WI | Mason County (Michigan) | Lake County    | Růžice kompasu |
| Růžice kompasu | Manitowoc County, WI | Jih                     | Lake County    | Růžice kompasu |
| Růžice kompasu | Sheboygan County, WI | Oceana County           | Newaygo County | Růžice kompasu |